# Strepsichlora
Strepsichlora is een geslacht van vlinders van de familie spanners (Geometridae), uit de onderfamilie Geometrinae.

## Soorten
- S. acutilunata Warren, 1907
- S. costipicta Warren, 1912
- S. inquinata Warren, 1903
- S. megaspila Warren, 1912
- S. nubifera Warren, 1912
- S. remissa Prout, 1916